# Summer Nights (minialbum Twice)
Summer Nights – minialbum południowokoreańskiej grupy Twice, wydany 9 lipca 2018 roku przez JYP Entertainment i dystrybuowany przez Iriver. Jest to repackage album płyty What Is Love?, zawiera trzy nowe utwory: „Dance the Night Away”, „Chillax” i „Shot Thru the Heart”. 
Minialbum sprzedał się w nakładzie 323 197 egzemplarzy w Korei Południowej (stan na marzec 2019 r.) i 79 171 w Japonii (według Oricon). Zdobył certyfikat Platinum w kategorii albumów.

## Lista utworów
| CD | CD                     | CD                        | CD | CD | CD      |
| Nr | Tytuł utworu           | Tekst                     | Kompozycja | Aranżacja | Długość |
| -- | ---------------------- | ------------------------- | --- | --- | ------- |
| 1. | „Dance the Night Away” | Wheesung (Realslow)       | Anne Judith Stokke Wik, Jonatan Gusmark & Ludvig Evers a.k.a. Moonshine, Moa Anna Carlebecker Forsell a.k.a. Cazzi Opeia, Oh Seung-eun, Andreas Baertels | Jonatan Gusmark & Ludvig Evers a.k.a. Moonshine                                                                     | 3:02    |
| 2. | „Chillax”              | Galactika                 | Lee Woo-min "collapsedone", Valeria Del Prete | Lee Woo-min "collapsedone"                                                                                          | 3:07    |
| 3. | „Shot Thru the Heart”  | Momo, Sana, Mina          | David Anthony Eames, Sophie White, Amy Richardson, Mayu Wakisaka                                                                                         | David Anthony Eames                                                                                                 | 3:26    |
| 4. | „What Is Love?”        | J.Y. Park "The Asiansoul" | J.Y. Park "The Asiansoul" | Lee Woo-min "collapsedone"                                                                                          | 3:28    |
| 5. | „Sweet Talker”         | Jeongyeon, Chaeyoung      | Erik Lidbom, MLC, Julie Yu | Erik Lidbom for Hitfire Production                                                                                  | 3:27    |
| 6. | „Ho!”                  | Jihyo                     | Micky Blue, The Elev3n, Joren Van Der Voort | The Elev3n | 3:09    |
| 7. | „Dejavu”               | Chloe                     | Hayley Aitken, Jan Hallvard Larsen, Eirik Johansen, Anne Judith Stokke Wik, Ronny Vidar Svendsen, Nermin Harambašić                                      | Hayley Aitken, Jan Hallvard Larsen, Eirik Johansen, Anne Judith Stokke Wik, Ronny Vidar Svendsen, Nermin Harambašić | 3:16    |
| 8. | „Say Yes”              | Monotree                  | Monotree | Monotree | 3:02    |
| 9. | „Stuck”                | Galactika                 | Frants, Valeria Del Prete, Sean Alexander | Frants, Avenue 52                                                                                                   | 3:38    |

## Notowania
| Lista                     | Pozycja |
| ------------------------- | ------- |
| Gaon Weekly Album Chart   | 1       |
| Gaon Yearly Album Chart   | 16      |
| Oricon Weekly Album Chart | 4       |
| Billboard World Albums    | 4       |
| Five Music (Tajwan)       | 1       |